# Barbara Sukowa
Barbara Sukowa (Bréma, 1950. február 2. –) német színésznő.

## Élete
1968–69-ben a Reinhardt Szeminárium hallgatója volt Berlinben.
1971-ben a berlini Die Schaubühne am Halleschen Ufer tagja volt. 1972-től a darmstadti, 1973–74-ben pedig a brémai színházban szerepelt. 1974–76 között a frankfurti színházban, 1976–1980 között pedig a hamburgi Német Színházban lépett fel. 1984-ben Hollandiában és Romániában vendégszerepelt. 1986–87-ben a párizsi Nemzeti Színház vendégszínésze volt.

## Színházi szerepei
- Hilda Wangel (Henrik Ibsen: Solness építőmester)
- Regina (Ibsen: Kísértetek)
- Lucie (Goethe: Stella)
- Helena (William Shakespeare: Szentivánéji álom)
- Rosalinda (Shakespeare: Ahogy tetszik)
- Polly (Bertolt Brecht–Kurt Weill: Koldusopera)
- Pauline (Jacques Offenbach: Párizsi élet)

## Filmjei
- Cinema Berolina (1970)
- Nyilvánosság kizárása mellett – Hanyatlás (1973)
- Fontos, hogy a pénz stimmeljen (1974)
- Iskola bohócokkal (1977)
- Megvásárolt álmok (1977)
- Asszonyok New Yorkban (1977)
- Heinrich Heine (1977)
- Berlin, Alexanderplatz (1980)
- Ólomidő (1981)
- Lola (1981)
- A vadász (1982)
- Egyenlítő (1982)
- Egy zsaru vasárnapja (1983)
- Solness építőmester (1984)
- Világűr (1984-1985)
- Rosa Luxemburg (1985)
- Die Verliebten (1987)
- A szicíliai (1987)
- Homo Faber (1990)
- L'Africana (1990)
- A visszatérés (1990)
- Az utazó (1991)
- Európa (1991)
- Paktum a halállal (1993)
- Pillangó úrfi (1993)
- Johnny Mnemonic – A jövő szökevénye (1995)
- Kiiktatva (1997)
- Az ártatlanság nevében (1997)
- Nyugtalan kísértetek (Az éjszaka világa - Elveszett lelkek) (1998)
- Brodway 39. utca (1999)
- A harmadik csoda (1999)
- A rejtélyes hölgy (1999)
- Sztár! Sztár! (1999)
- Urbania (2000)
- Kavalkád az élet (2001)
- Liebe, Lügen, Leidenschaft (2002)
- Hierankl (2003)
- Die andere Frau (2004)
- Románc és cigaretta (2005)
- Veronika meg akar halni (2009)
- Hannah Arendt (2012)
- 12 majom (2015-2018)
- Elcserélt világ (2015)
- Stefan Zweig – Búcsú Európától (2016)
- Atomszőke (2017)
- Gloria – Das Leben wartet nicht (Gloria Bell) (2018)
- Meghajszolt vad (2019)
- Rocca megváltja a világot (2019)
- Wir beide (Deux) (2019)
- Enkel für Anfänger (2020)

## Díjai
- Volpi-serleg (1981)
- Német Színházi díj (1981)
- Német Filmdíj (1982, 1986)
- Az év színésznője (1983, NSZK)
- Cannes-i fesztivál (1986) 
  - díj: legjobb női alakítás (Rosa Luxemburg)
- a floridai filmkritikusok díja (2003) Kavalkád az élet